# Johann Stolterfoht (Pastor)
Johann Stolterfoht (* 13. Januar 1555 in Lübeck; † 4. Februar 1622 ebenda) war ein deutscher evangelisch-lutherischer Geistlicher, Hauptpastor der Lübecker Marienkirche und Senior des Geistlichen Ministeriums.

## Leben
Johann Stolterfoht stammte aus einer Lübecker Kaufmannsfamilie und war ein Sohn des Tuchhändlers Arnold Stolterfoht († 1561) und seiner Frau Margaretha, geb. Warmböke; der gleichnamige Ratsherr Johann Stolterfoht war sein Großvater. Er besuchte das Katharineum zu Lübeck und studierte ab Januar 1575 an den Universitäten Rostock und Tübingen. Nach einer Reise durch die Schweiz und den Rhein entlang ging er nach Rostock zurück, wo er am 7. April 1584 zum Magister graduierte.

St. Marien zu Lübeck von Osten

Im Oktober 1586 wurde er zum Archidiaconus an St. Marien in Rostock berufen. Anfang April 1588 kam er als Nachfolger des an den Lübecker Dom berufenen Joachim Dobbin als Prediger an die Marienkirche in Lübeck und wurde im März 1598 ihr (Haupt)Pastor. 1621 wurde er zugleich Senior des Lübecker Geistlichen Ministeriums und damit für ein halbes Jahr bis zu seinem Tod sowohl Gegenüber (als gewählter Vertreter der Pastorenschaft) als auch Stellvertreter des Superintendenten Georg Stampelius, der kurz nach ihm starb.
Als Teil der Gründer der Stadtbibliothek aus Rat, Ministerium und Schule ist sein Name und Wappen gleich hinter dem von Stampelius und seinem Vorgänger als Senior Heinrich Menne am umlaufenden Fries der Regalanlage im heutigen Scharbausaal verzeichnet.
Er war seit dem 20. Juni 1587 verheiratet mit Margaretha (1568–1641), geb. Bacmeister, der Tochter von Lucas Bacmeister (Theologe, 1530). Von den zehn Kindern des Paares wurde Jacob (1600–1668) ebenfalls Pastor der Marienkirche. Zu weiteren Nachkommen zählen Johann Jacob Stolterfoht und Jacob von Melle.
Ein Epitaph oder Denkgemälde ist nicht überliefert.